# 顧闕
顧闕（1528年—1613年），字子良，號桂岩，湖廣蘄州（今湖北蘄春）人，祖籍江浙崑山（今江蘇），明朝心學家、理學家、政治人物，進士出身。

## 生平
嘉靖二十八年（1549年）己酉科湖廣鄉試第六十七名。嘉靖三十二年（1553年）登進士第二甲第七十四名。刑部观政，授刑部主事。历升南京吏部郎中，隆慶五年（1571年）正月升福建按察司副使。

## 著作
著有《五經發意通鑒》、《補意社倉社學議》、《詩文語錄》、《詩話方外記》、《山海經補注》、《黃庭内景參同契》、《楞嚴楞伽解辨》等卷，均毀於明末張獻忠起義。

## 家族
曾祖父顧昇，祖父顧宗儒，父顧敦，儒官。母陳氏。兄顾问（布政司參議）、頋閔、弟顾𫔶。與兄顧問並稱“蘄州二顧”。